# Parathelphusa manguao
Parathelphusa manguao is een krabbensoort uit de familie van de Gecarcinucidae. De wetenschappelijke naam van de soort is voor het eerst geldig gepubliceerd in 2004 door Freitag & Yeo.